# Abitibi
Pour les articles homonymes, voir Abitibi (homonymie).
L'Abitibi est une municipalité régionale de comté (MRC) québécoise située dans la région administrative de l'Abitibi-Témiscamingue. Son chef-lieu et ville la plus peuplée est Amos.

## Géographie
La MRC d’Abitibi est bornée par les MRC et territoires équivalents de la Jamésie dans la région du Nord-du-Québec au nord, La Vallée-de-l'Or à l’est et au sud, de même que Rouyn-Noranda et Abitibi-Ouest à l’ouest. La superficie totale est de 7 934 km2 dont 7 620 km2 terrestres et 314 km2 en eau. La MRC se trouve dans la plaine argileuse de l’Abitibi. Le relief est plat, hormis les collines Gemini et de La Corne. La rivière Harricana coule vers le nord en Jamésie pour se jeter dans la baie d'Hudson. Le territoire est parsemé de nombreux plans d’eau, dont les lacs Preissac, Malartic, Obalski, Chicobi,  Castagnier, Fiedmont et  Despinassy.

### Entités territoriales
La MRC est constituée de seize municipalités locales. Son territoire englobe aussi une réserve indienne qui n'en fait pas juridiquement partie.
| Nom                        | Statut                   | Population 2021 | Superficie (km2) | Densité (h/km2) | Ref. |
| -------------------------- | ------------------------ | --------------- | ---------------- | --------------- | ---- |
| Amos                       | Ville                    | 12 675          | 427,76           | 29,63           |      |
| Barraute                   | Municipalité             | 1 986           | 497,46           | 3,99            |      |
| Berry (Québec)             | Municipalité             | 535             | 577,33           | 0,93            |      |
| Champneuf                  | Municipalité             | 94              | 242,73           | 0,39            |      |
| La Corne                   | Municipalité             | 778             | 332,26           | 2,34            |      |
| La Motte                   | Municipalité             | 478             | 216,05           | 2,21            |      |
| Landrienne                 | Municipalité de canton   | 897             | 277,47           | 3,23            |      |
| Launay                     | Municipalité de canton   | 211             | 259,22           | 0,81            |      |
| Pikogan                    | Réserve indienne         | 540             | 2,74             | 197,08          |      |
| Preissac                   | Municipalité             | 914             | 506,29           | 1,81            |      |
| Saint-Dominique-du-Rosaire | Municipalité             | 434             | 482,89           | 0,9             |      |
| Saint-Félix-de-Dalquier    | Municipalité             | 1 026           | 113,57           | 9,03            |      |
| Saint-Marc-de-Figuery      | Municipalité de paroisse | 868             | 81,83            | 10,61           |      |
| Saint-Mathieu-d'Harricana  | Municipalité             | 770             | 106,71           | 7,22            |      |
| Sainte-Gertrude-Manneville | Municipalité             | 793             | 318,4            | 2,49            |      |
| Trécesson                  | Municipalité de canton   | 1 232           | 197,1            | 6,25            |      |
| Total                      | Total                    | 24 764          | 7 679,36         | 3,22            |      |

## Démographie
Au recensement du Canada de 2021, la population comptait 24 764 habitants pour une densité de 3,22habitants/km². La croissance démographique a été de 0,5 % entre 2016 et 2021. Le nombre de logements habités en permanence est de 10 941 auxquels s’ajoutent quelque 1 000 résidences secondaires.
| 1991   | 1996   | 2001   | 2006   | 2011   | 2016   | 2021   |
| ------ | ------ | ------ | ------ | ------ | ------ | ------ |
| 25 334 | 25 280 | 24 613 | 24 275 | 24 354 | 24 639 | 24 764 |

## Histoire
Le ministère de la Colonisation, qui est un ancien ministère du gouvernement du Québec, en activité du 8 mai 1888 au 15 août 1973 a souvent été jumelé à un autre ministère, le plus souvent celui de l’Agriculture. Le ministère de la Colonisation, par l'entremise du Plan Vautrin était chargé de l’ouverture des terres agricoles en particulier dans les régions éloignées. Dans le cadre d’une politique visant à dissuader les habitants du Québec de migrer vers les villes américaines, la mission du ministère était de faciliter leur installation en réduisant les difficultés liées au développement des terres en friche.

### Naissance des Municipalités régionales de comtés
Les municipalités régionales de comté sont nées en 1979 grâce à l'adoption d'une loi provinciale au Québec appelée : loi sur l'aménagement et l'urbanisme. En effet, en 1979, le lieutenant-gouverneur du Québec mettait en œuvre une nouvelle loi qui réorganisait le visage municipal du Québec,. Cette nouvelle structure remplaçait les corporations de comtés dont l'origine remontait à la création des premières institutions municipales au Québec en 1885. La différence réside dans le fait que les municipalités régionales de comtés regroupent à la fois les municipalités régies par la Loi sur les cités et les villes (LCV) et celles qui le sont par le Code municipal.

### Création de la MRC
La MRC d’Abitibi est créée en 1983 à partir de l’ancien comté d'Abitibi Le toponyme de l’entité, repris du lac du même nom provient de l’algonquin « âpihtô », qui signifie  « eaux médianes ».

## Administration
Le préfet est Martin Roch. La MRC fait partie de la circonscription québécoise d’Abitibi-Ouest et de la circonscription fédérale de Abitibi-Témiscamingue.

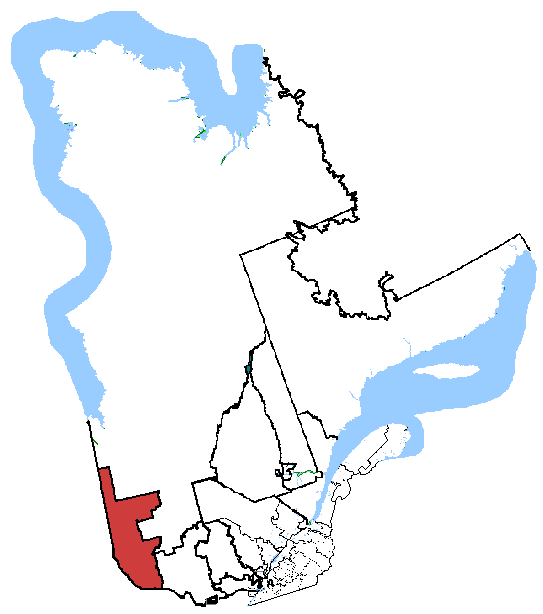
La municipalité régionale de comté d'Abiti fait parte de la circonscription fédérale d'Abitibi-Témiscamingue.

### Éducation

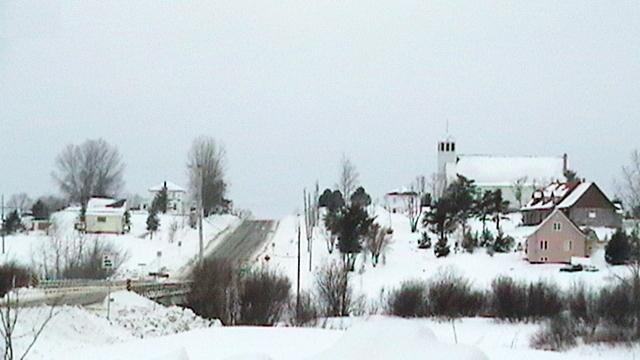
Sainte-Gertrude-Manneville

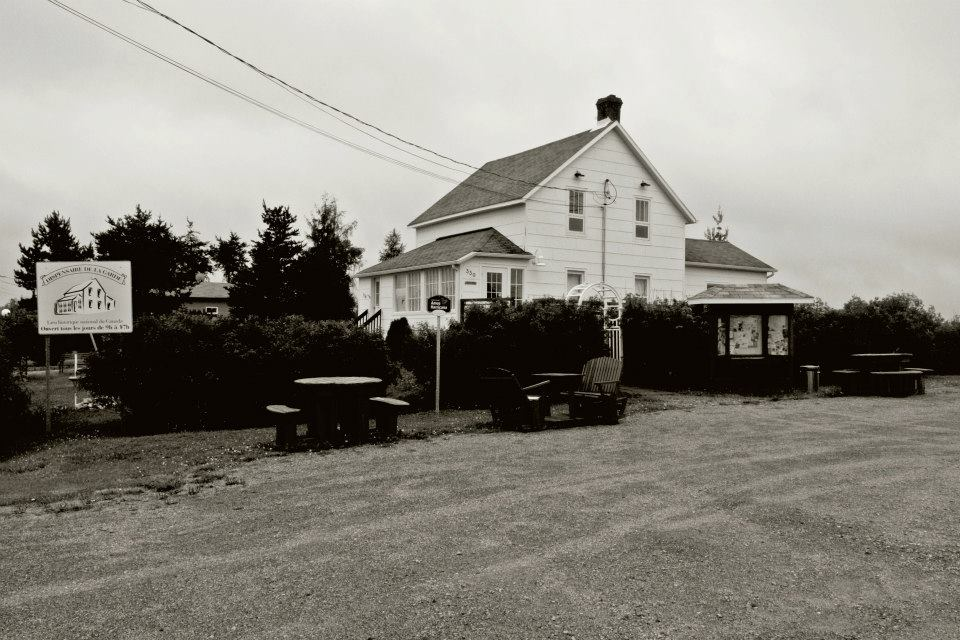
Dispensaire de la Garde à La Corne

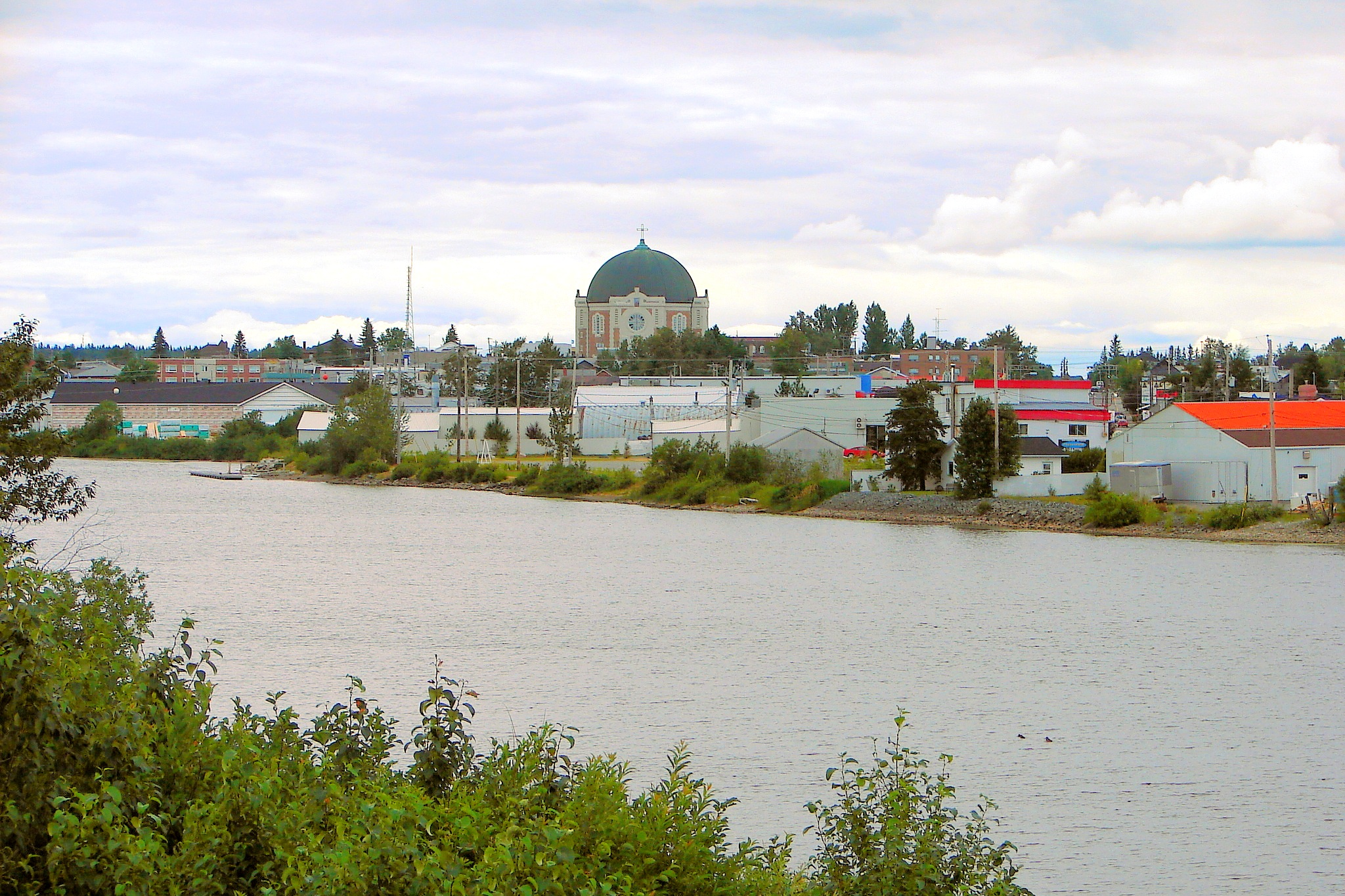
Amos sur la rivière Harricana

- Commission scolaire Harricana

## Économie
L’économie régionale s’appuie sur l’agriculture, l’activité forestière et les services.